# Kỳ Sơn, Tứ Kỳ
Kỳ Sơn là một xã thuộc huyện Tứ Kỳ, tỉnh Hải Dương, Việt Nam.

## Địa lý
Xã Kỳ Sơn có diện tích 7,06 km², dân số năm 2022 là 9.037 người, mật độ dân số đạt 1.280 người/km².

## Lịch sử
Ngày 24 tháng 10 năm 2024, Ủy ban Thường vụ Quốc hội ban hành Nghị quyết số 1250/NQ-UBTVQH15 về việc sắp xếp đơn vị hành chính cấp xã của tỉnh Hải Dương giai đoạn 2023 – 2025 (nghị quyết có hiệu lực từ ngày 1 tháng 12 năm 2024). Theo đó, thành lập xã Kỳ Sơn thuộc huyện Tứ Kỳ trên cơ sở toàn bộ 3,52 km² diện tích tự nhiên, quy mô dân số là 4.668 người của xã Ngọc Kỳ và toàn bộ 3,54 km² diện tích tự nhiên, quy mô dân số là 4.369 người của xã Tái Sơn.
Xã Kỳ Sơn có 7,06 km² diện tích tự nhiên và quy mô dân số là 9.037 người.